# Ser Mariña
Ser Mariña, también conocida como Radio Mariña, es la emisora de radio asociada que la Cadena SER tiene en la ciudad de Vivero (Lugo) (España) y da cobertura a las comarca de La Mariña Occidental que comprende los municipios de Cervo, Orol, Vicedo, Vivero y Jove su sede se encuentra en la calle Nicolás Cora Montenegro, 50. Sus coordenadas de situación son las siguientes: 43°39′40″N 7°35′34″O / 43.66111, -7.59278.
Radio Mariña es propiedad la empresa Radio Lugo que es la titular de las emisoras en la capital Lugo de las emisoras del Grupo Prisa, que está asociada a la Cadena Ser. La emisora empezó a emitir en 1991.
La Cadena Ser, de la que Radio Mariña forma parte como emisora asociada , pertenece a Unión Radio, la compañía que agrupa los activos radiofónicos del Grupo Prisa (entre los que se encuentran también las radiofórmulas Los 40, Los 40 Classic, Cadena Dial, Los 40 Dance y Radiolé).

## Equipo directivo
| Cargo     | Identidad             |
| Directora | Cristina López Lázaro |

## Audiencia
En diciembre de 2010 la Cadena SER, de la que Radio Mariña , forma parte, es líder de audiencias de radio en España, con 4.247.000 oyentes diarios de lunes a viernes según los resultados del EGM correspondiente al tercer trimestre de 2010. El segundo lugar lo ocupa Onda Cero, con 2.323.000 oyentes, le siguen RNE, con 1.407.000 oyentes y la COPE con 1.520.000 oyentes.

## Frecuencias
Desde Vivero se pueden sintonizar las diferentes emisoras del Grupo Prisa, en las siguientes frecuencias:
| Emisora    | Frecuencia   |
| Ser Mariña | 90.2 MHz –FM |
| Los 40     | 94.8 MHz –FM |

## Programación

### Programación nacional
Ser Mariña emite en cadena con el resto de emisoras de la Cadena SER la programación nacional que se realiza en los estudios de Radio Madrid, excepto los programas "La Ventana" y "Si amanece nos vamos" que se realizan en los estudios de Radio Barcelona. La programación nacional más importante para la temporada 2010/2011 es la siguiente:
| Programa                 | Horario                    | Director/a              |
| Hoy por hoy              | (L-V) 06.00-12.20          | Carles Francino         |
| Hora 14                  | (Diario)14.00-15.10        | José Antonio Marcos     |
| La Ventana               | (L-V) 16.00-19.00          | Gemma Nierga            |
| Hora 25                  | (L-V) 20.00-00.00          | Ángels Barceló          |
| El larguero              | (Diario)00.00-01.40        | José Ramón de la Morena |
| Hablar por hablar        | 01.40-04.00                | Macarena Berlín         |
| Si amanece nos vamos     | 04.00-06.00                | Roberto Sánchez         |
| Matinal SER              | Fin de semana, 07.00-08.00 | Elena Jiménez           |
| A vivir que son dos días | Fin de semana, 08.00-12.00 | Montserrat Domínguez    |
| Carrusel deportivo       | Fin de semana, 17.00-00.00 | Javier Hoyos            |

Durante los fines de semana se emiten varios programas de menor audiencia y con horarios variables tales como: Los toros, Ser digital, Ser consumidor, "Ser aventureros", "Milenio 3", "Punto de fuga" y "Ser Historia". Cabe destacar que cada hora se emiten boletines informativos. Los programas de mayor éxito llevan en antena varios años y son líderes de audiencia en sus tramos horarios.

### Programación local y autonómico
Los programas a nivel local y regional se emiten indistintamente en gallego y español según sean las circunstancias. A nivel local y autonómico, Ser Mariña emite los siguientes programas:
| Programa                          | Horario                 | Director/a                     |
| Informativos locales y regionales | varios tramos diarios   | José Rodríguez y Mª José Serra |
| Hoy por Hoy. Vivero               | 12,20 a 14,00           | Cristina López Lázaro          |
| Ser Deportivos.                   | 15,00 a 16.00           | José Rodríguez                 |
| La Ventana de Galicia (L-J)       | 19.05 a 19.57           | En cadena con radio Galicia    |
| A vivir Galicia                   | Matinal fines de semana | En cadena con radio Galicia    |